# Battleground 2: Gettysburg
Battleground 2: Gettysburg es el segundo videojuego de la serie Battleground. Es un Juego de estrategia por turnos para ordenador desarrollado por TalonSoft en 1995. El juego recrea, como su nombre indica, la Batalla de Gettysburg.
- Datos: Q4873150